# Kristin Gore
Kristin Gore (Carthage, Tennessee, 1977. június 5. –) amerikai írónő. Al Gore volt amerikai alelnök második lánya.

## Háttere
Kristin Gore Washingtonban nőtt fel. 1995-ben végzett a National Cathedral School-ban, majd 1999-ben a Harvard Egyetemen. Amíg a Harvardon tanult, ő volt a Harvard Lampoon egyik szerkesztője. A végzős évéig ő volt az egyetlen nő a szerkesztőségben. 2005-ben ment hozzá Paul Cusack-hoz.

## Karrierje
Gore két regényt írt eddig, a Sammy's Hill-t (ami magyarul Kampányszerelem címen jelent meg) 2004-ben és a Sammy's House-t 2007-ben. A könyveken túl forgatókönyvírással is foglalkozik, ő a 2015-ös Véletlenből szerelem című film társszerzője és a 2007-es Arctic Tale narrátora.
A Fox-csatornán futó Futurama egyik szerzője is, akárcsak a Saturday Night Live-nak az NBC-n.

## Magyarul
- Kampányszerelem; ford. Szabó Olimpia, Feldmár Terézia; Ulpius-ház, Bp., 2005
- Ketten a jégen; szöveg Linda Woolverton, Mose Richards, Kristin Gore, átdolg. Donnali Fifield, ford. Koncz Katalin; Geographia, Bp., 2008

## Díjak és jelölések
Győztes:
- 2007 – Writers Guild of America Award – Saturday Night Live

Jelöltség:
- 2003 – Emmy-díj – Saturday Night Live